# Canis laconicus
Il Canis laconicus (lett. "Cane spartano") era una razza canina ora estinta diffusa nella Grecia antica particolarmente apprezzata per la caccia.

## Storia
Fu per primo Senofonte a dilungarsi sul c.d. "Cane spartano" nel suo Kynegetikos (IV secolo a.C.): ve n'erano di due tipologie, il "Castoriano" (dal dioscuro Castore), di taglia grande (da intendersi come "Spartano" vero e proprio), ed il "Volpino", di taglia piccola, presentato come un ibrido cane-volpe ed antenato dell'attuale Alopekis. Aristotele, qualche decennio dopo, riprese appunto la tesi della derivazione volpina della razza. Senofonte si profonde in elogi, nella sua opera, delle capacità venatorie dello Spartano-Castoriano, da impiegarsi in muta per la caccia alla lepre.
Pur impiegato per la caccia, il cane spartano non era una razza tanto specializzata da monopolizzare la pratica venatoria. Lo stesso Senofonte spiega, nel Kynegetikos, che la muta di cani spartani lavora efficientemente se supportata dall'uomo che cattura con le reti la lepre in fuga dai cani. Le fonti abbondano poi di riferimenti all'impiego promiscuo degli spartani con altre razze canine, specialmente il "Segugio di Creta" antenati dell'attuale Kritikos Lagonikos: es. Ovidio e Seneca.
Il cane spartano passò in uso dai Greci ai Romani insieme ad un'altra famosa razza antica: il Molosso. Virgilio, nelle Georgiche, raccomanda appunto di allevare i cuccioli delle due razze insieme per massimizzare le doti e garantire alla villa romana un'adeguata difesa sia contro aggressori animali sia umani. L'accoppiata Spartano-Molosso era tanto diffusa che lo stesso Petronio ci presenta, nel Satyricon, l'anfitrione Trimalcione dotato di un molosso da guardia ed una muta di cani da caccia spartani.
Ovidio riporta nelle sue Metamorfosi che Melampo, uno dei segugi di Atteone, era di razza spartana, e Seneca cita cani spartani nella muta d'Ippolito nella Phaedra. Un secolo dopo, Oppiano di Apamea raccomanda all'imperatore Caracalla il cane spartano per la caccia alle gazzelle ed alla lepre.

## Descrizione
Senofonte descrive lo Spartano-Castoriano, come un cane di corpo grande ma testa piccola, con collo lungo e flessibile, naso ed orecchie diritte, scintillanti occhi neri, di pelliccia bruna chiazzata di bianco (su muso, petto, groppa e zampe) o nera focata. Delle fonti classiche, è solo Orazio, negli Epodi, a descrivere la razza spartana come di pelliccia fulva.

### Fonti
- Aristotele (IV secolo a.C.), Historia animalium.
- Grazio Falisco (I secolo a.C.), Cynegeticon.
- Senofonte (IV secolo a.C.), Kynegetikos.

### Studi
- Anderson JK (1985), Hunting in the Ancient World, University of California Press.
- Barringer JM (2001), The Hunt in Ancient Greece, JH University Press, ISBN 9780801866562.
- Georges-Louis Leclerc de Buffon (1749-1789), Storia naturale.
- Hull DB (1964), Hounds and Hunting in Ancient Greece, University of Chicago Press.